# Dilsjod Nazarov
Dilsjod Nazarov (Tadzjieks: Дилшод Ҷамолиддинович Назаров; Dilsjod Dzjamoliddinovitsj Nazarov, Perzisch: دلشاد نظروف‌) (Doesjanbe, 6 mei 1982) is een Tadzjiekse atleet, die is gespecialiseerd in het  kogelslingeren. Hij heeft zijn land viermaal vertegenwoordigd op de Olympische Spelen (in 2004, 2008, 2012 en 2016). In 2016 won hij de gouden medaille, de allereerste gouden medaille voor Tadzjikistan in de geschiedenis van de Olympische Spelen.
Hij heeft zesmaal meegedaan aan de wereldkampioenschappen atletiek (2005 tot 2015), maar kende zijn grootste successen in regionale competities: hij won vier opeenvolgende medailles op de Aziatische Kampioenschappen Atletiek, en won het kogelslingeren op de Aziatische Spelen in 2006, 2010 en 2014. Hij won zijn eerste wereldwijde medaille (een zilveren) in 2010 op de IAAF Continental Cup.

## Carrière

### Vroege carrière
Zijn eerste noemenswaardige internationale resultaat was een bronzen medaille op de West Aziatische Spelen van 1997. Hij maakt zijn debuut op het wereldwijde toneel op de Wereld Junior Kampioenschappen Atletiek in 1998, maar hij kon de finale niet bereiken. Zijn eerste continentale gouden medaille behaalde hij op de Aziatische Junior Atletiekkampioenschappen van 1999. Hij werd vijfde op de Wereldjuniorkampioenschappen van 2000, waar de olympische bronzenmedaillewinnaar van 2004, Esref Apak, won. 
Nazarov werd vierde op de Aziatische kampioenschappen in 2002 in Colombo, en won een bronzen medaille het jaar erna in Manilla in een wedstrijd gewonnen door Ali Mohamed Al-Zinkawi uit Koeweit. Hij nam deel aan inaugurele Afro-Aziatische Spelen en kon het zilver behalen na de Zuid-Afrikaan Chris Harmse. Hij won opnieuw een medaille op de Centrale Aziatische Spelen in 2003, waar hij het kogelslingeren won.

### Olympische Spelen
Hij nam deel aan de Olympische Spelen van 2004, maar kon geen geldige score laten optekenen en haalde dus de tweede ronde niet.
In 2008 werd hij elfde in de finale van de Olympische Spelen.
Ook in 2012 kwalificeerde hij zich voor de Olympische Spelen na een minder seizoen. Hij werd toch nog tiende in de finale.
In 2016 zette hij de beste prestatie uit zijn carrière neer, door de gouden medaille te winnen.

## Persoonlijk record
| Onderdeel      | Afstand | Datum       | Plaats |
| -------------- | ------- | ----------- | ------ |
| Kogelslingeren | 80,71 m | 25 mei 2013 | Halle  |

## Palmares
- 2000: 5e WK U20 - 63,43
- 2002: 4e Aziatische kamp. - 67,70 m
- 2003:  Aziatische kamp. - 69,90 m
- 2004: NM in kwal. OS
- 2005:  Aziatische kamp - 71,38 m
- 2006:  Aziatische Spelen - 74,43 m
- 2007:  Aziatische kamp. - 75,70
- 2008: 11e OS - 76,54 m
- 2009: 11e WK - 71,69 m
- 2009:  Aziatische kamp. - 76,92 m
- 2010:  Aziatische Spelen - 76,44 m
- 2010:  IAAF Continental Cup - 78,76 m
- 2011: 10e WK - 76,58 m
- 2012: 10e OS - 73,80 m
- 2013: 5e WK - 78,31 m
- 2013:  Aziatische kamp. - 78,32 m
- 2014:  Aziatische Spelen - 76,82 m
- 2014: 4e IAAF Continental Cup - 77,06 m
- 2015:  WK - 78,55 m
- 2015:  Aziatische kamp. - 77,68 m
- 2016:  OS - 78,68 m
- 2017: 7e WK - 77,22 m

1900: John Flanagan ·
1904: John Flanagan ·
1908: John Flanagan ·
1912: Matt McGrath ·
1920: Patrick Ryan ·
1924: Fred Tootell ·
1928: Pat O'Callaghan ·
1932: Pat O'Callaghan ·
1936: Karl Hein ·
1948: Imre Németh ·
1952: József Csermák ·
1956: Harold Connolly ·
1960: Vasili Roedenkov ·
1964: Romuald Klim ·
1968: Gyula Zsivótzky ·
1972: Anatoli Bondartsjoek ·
1976: Joeri Sedych ·
1980: Joeri Sedych ·
1984: Juha Tiainen ·
1988: Sergej Litvinov ·
1992: Andrej Abdoevalijev ·
1996: Balázs Kiss ·
2000: Szymon Ziółkowski ·
2004: Koji Murofushi ·
2008: Primož Kozmus ·
2012: Krisztián Pars ·
2016: Dilsjod Nazarov ·
2020: Wojciech Nowicki ·
2024: Ethan Katzberg